# 京王線襲擊事件

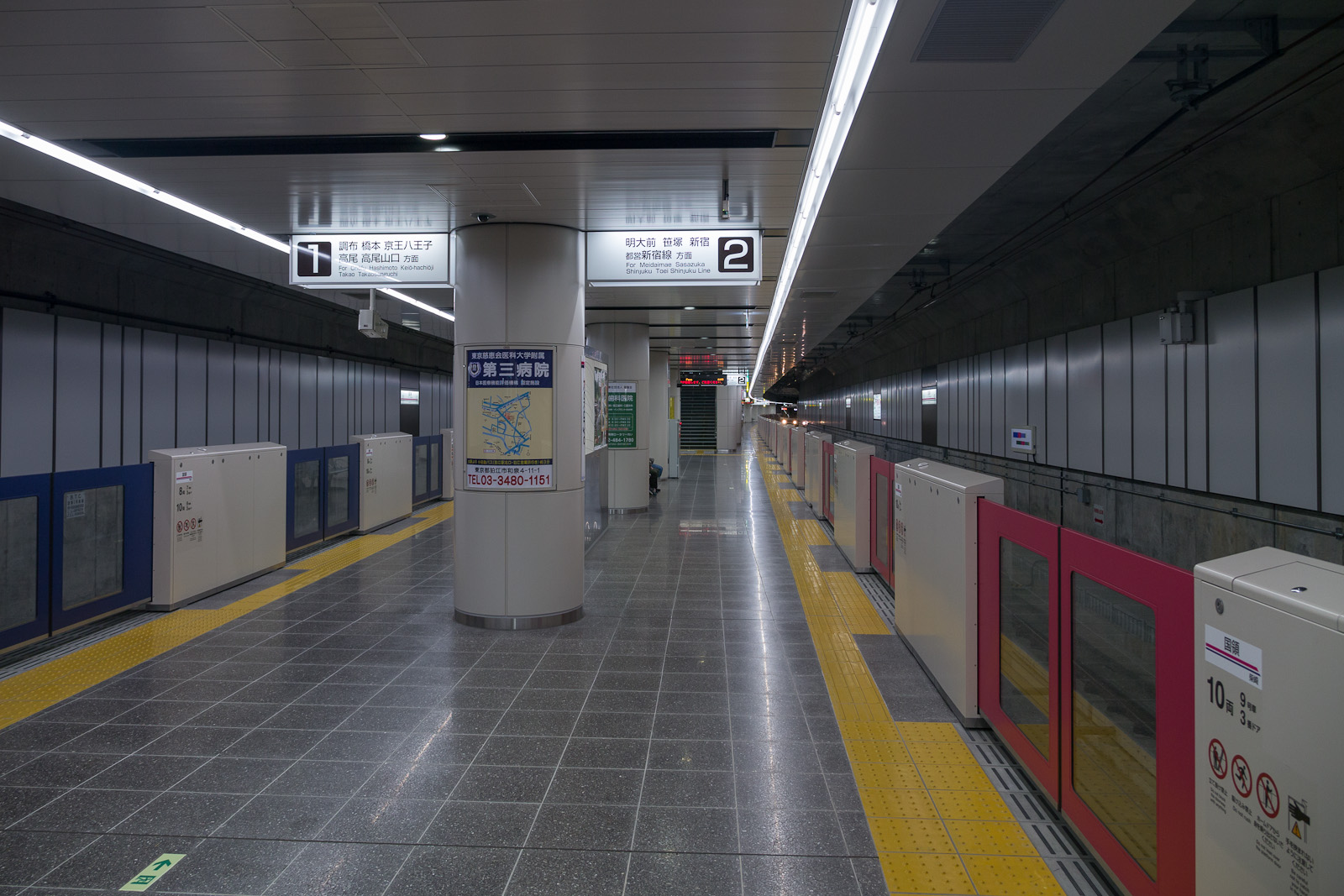
地下施工后的国领站

京王線襲擊事件，又稱京王線小丑殺傷事件、京王線殺人未遂事件，為2021年10月31日晚發生於日本東京的襲擊事件，一列由京王八王子站開往新宿站方向的京王線特急列車駛經東京都調布市國領站附近時，24歲疑犯服部恭太在車廂內持刀無差別攻擊乘客，並使用易燃液體縱火。該事件導致18人受傷，其中一人重傷。亦是京王電鐵自1948年通車營運以來，首起具致命性的公共安全犯罪事件。

## 事件之前
因偷拍女客人，其工作之漫畫咖啡店將其辭退，服部遂於6月開始策劃大型殺人計畫，並自稱參考了8月6日發生的東京小田急線電車傷人事件，更特意選在萬聖節人多的時候犯案，並指出策動攻擊係為了使自己被判處死刑。

## 案發經過
2021年10月31日晚上7時54分，是事發列車由調布站開出。7時56分，當列車通過布田站後，車長及駕駛員均收到訊息指列車內有突發事件發生，訊息指出有兇嫌持刀襲擊搭車乘客並在車內縱火，列車車長決定於原本不停靠的國領站緊急停車。列車進站過程中因有乘客過早打開手動開門的緊急裝置，導致列車提早煞停。由於列車車門與月台閘門未能對應配合，無法一同打開，又加上列車內未有安裝閉路監視器，車長無法即時得知車門與車外狀況，為免乘客出意外，車長未有手動強行打開車門。車內乘客隨即利用車窗逃離列車。及後警視廳調布警察署、東京消防廳及鐵道職員趕到，發現行凶者服部恭太坐在2號車廂（車廂編號8255）內，右手持有短刀，並沒有反抗。8時9分，警方將服部正式拘捕。
據乘客的描述及警方的調查，身穿紫色西裝，打扮形似DC漫畫《蝙蝠俠》反派角色小丑的服部恭太於調布站登上該列特急列車，列車開出後不久，服部於3號車廂（車廂編號8205）上，先向一名72歲的乘客眼睛噴灑殺蟲劑後，再用短刀刺向他的胸部，其他乘客見狀立即向列車前方逃離，後嫌疑犯跟隨向列車前方前進，當到達5號車廂（車廂編號8505）時，突然把易燃液體潑到地上縱火，車廂隨即充滿濃煙及汽油味道，搭車乘客即再向列車前方逃離，這時列車剛好停靠在國領站月台，肇因於停車前有人觸動了列車車門上的緊急裝置，車門在到站後並未正常打開，乘客必須改從車窗爬出逃至月台。不過當時列車中有一名鐵道迷，他冷靜地靠平時累積的知識拉開緊急按鈕並開啟列車門及月台閘門，事後受民眾稱讚。
經警方初步調查後，服部承認有關事件，供稱他是參考了同年8月發生的小田急線刺傷事件，希望在萬聖節時發動類似事件。
隨後在閉路電視片段中發現，當日下午約6時，身穿小丑服飾的服部，正於京王電鐵井之頭線的澀谷站近澀谷中心街的出入口附近出現，估計他先打算乘車由澀谷前往調布，再登上折返東京都區部的列車後才犯案。

## 影響
受事件影響，京王線飛田給～杜鵑丘及相模原線調布～若葉台需暫停服務。
而事發後八日（11月8日）約上午8時40分，一列由廣島開往鹿兒島中央的櫻號401次九州新幹線列車上，一名69歲的無業男子在列車上淋潑易燃液體縱火，列車緊急於新八代站停車，事後該男子被熊本縣警察八代警察署人員拘捕，並聲稱是要仿效京王線襲擊事故。

## 官方反應
2021年11月1日，內閣官房長官松野博一在上午於例行記者會上承諾，將會和鐵道公司以及警察單位提高安全警戒，以防範這種「極兇惡的惡質事件」再發生。

## 相關事件
- 小田急线伤人案（日语：小田急線刺傷事件）
- 1995年東京地鐵沙林毒氣事件
- 2003年大邱地鐵縱火案
- 2017年港鐵縱火案
- 2008年秋葉原殺人事件
- 2014年臺北捷運隨機殺人事件
- 2016年臺鐵松山車站爆炸案

## 資料來源
1. 1 2  根據日本總務省消防廳[]於11月1日所發表的新聞稿內容，修正受傷人數為18人。
2. ↑  . 聯合報. 2021-11-01  [2021-11-02].
3. ↑  京王線に刃物男、１５人けがか　電車が出火、男を逮捕 （页面存档备份，存于） 産経新聞（2021年10月31日）2021年10月31日閲覧
4. ↑  京王線 男が乗客切りつけ少なくとも10人けが 1人重体 男を逮捕 （页面存档备份，存于） NHK、2021年10月31日配信、2021年10月31日閲覧
5. ↑  . 香港01. 2021-11-01  [2021-11-01]. （原始内容存档于2022-03-07）.
6. ↑  . 聯合新聞網. 2021-10-31  [2021-10-31]. （原始内容存档于2021-12-14）.
7. ↑  . 自由時報. 2021-10-31  [2021-10-31]. （原始内容存档于2021-12-14）.
8. ↑  . 立場新聞. 2021-10-31  [2021-10-31]. （原始内容存档于2021-11-20）.
9. ↑  . 香港電台. 2021-11-01  [2021-11-01]. （原始内容存档于2021-12-14）.
10. ↑  . Yahoo! 新聞. 2021-11-01  [2021-11-01]. （原始内容存档于2021-12-28）.
11. ↑  防犯カメラにセンター街歩く“容疑者”映像[]，日本電視台News24新聞網頁，2021年11月1日。
12. ↑  日本新幹線有乘客企圖縱火被捕　承認想模仿京王線事件 （页面存档备份，存于），商業電台，2021年11月8日。
13. ↑  「京王線事件まねた」九州新幹線放火未遂　容疑の男供述 （页面存档备份，存于），熊本日日新聞，2021年11月9日。
14. ↑  . 關鍵評論網. 2021-11-01  [2021-11-02]. （原始内容存档于2021-12-14）.